# Tablá

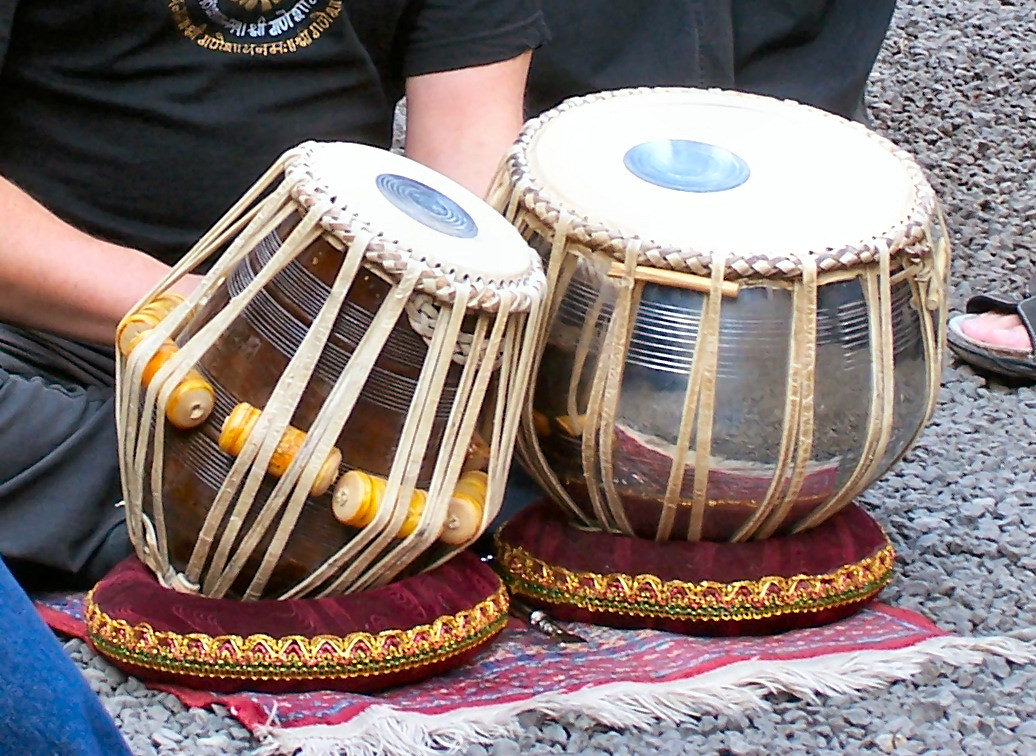
Tablá

A tablá (urdu: تبلہ, hindi: तबला, tablā)
egy elterjedt indiai membranofon hangszer, amit klasszikus, könnyű- és vallásos zenében használnak Dél-Ázsiában, a klasszikus hindusztáni zene része.
A hangszer két eltérő méretű és hangszínű dobból áll. A tablá elnevezés az arab طبلة = ’dob’ szóból ered.

## Története
A hangszer története néha éles vitákat kavar.
Leggyakrabban Amir Khuszró 13. századi indiai költőt tekintik a tablá feltalálójának.
Zenei írásaiban azonban sehol sem említi meg a dobot (sem a szitárt).

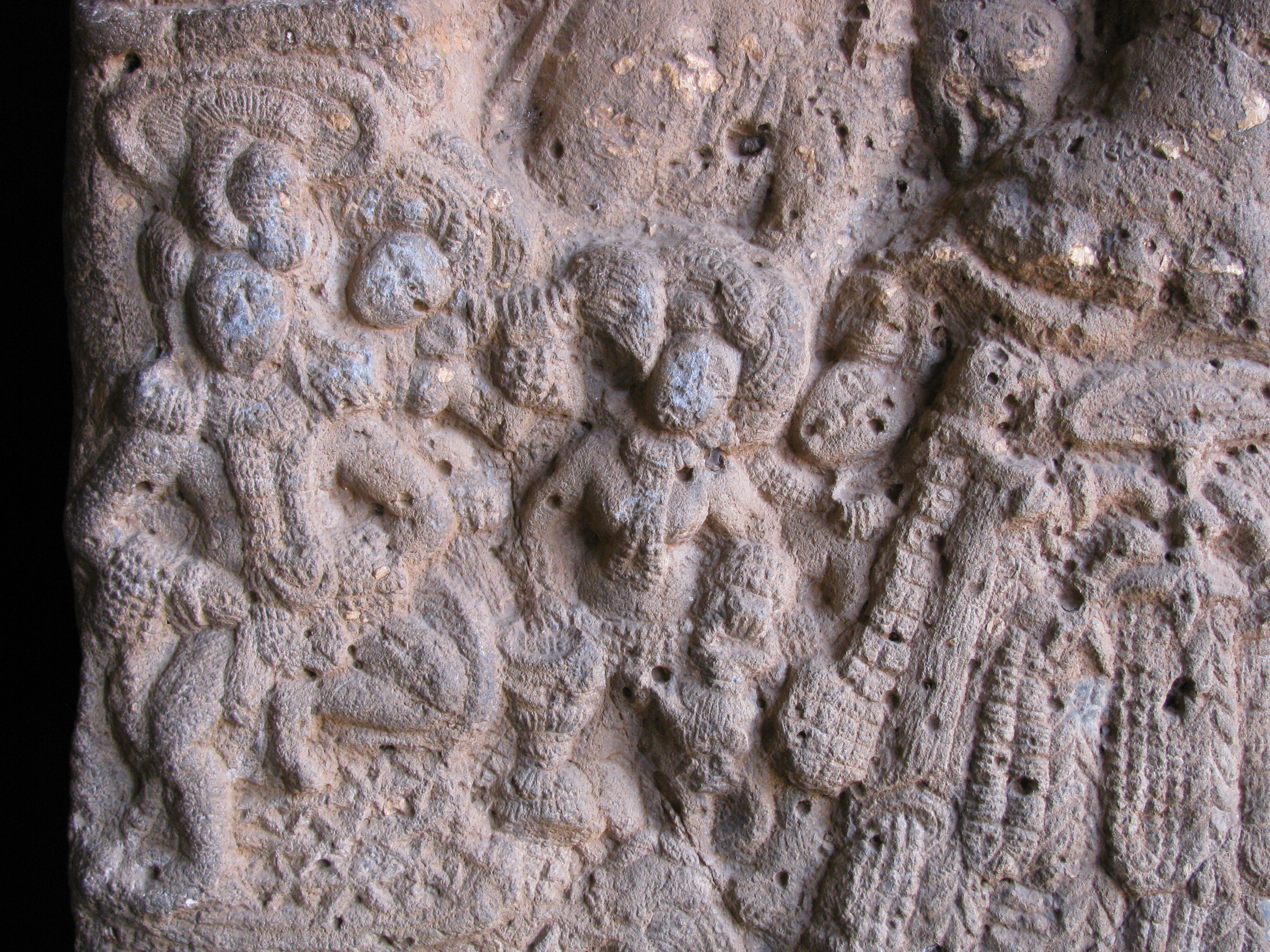
I.e. 200-ból származó faragvány a Bhaja barlangokból (Mahárástra állam, India),
amely egy tablán játszó nőt és egy táncost ábrázol

Más történészek a tablát több évezredes hangszernek tartják, ezt csak ikonográfiai elemzésekre alapozzák. Megbízható történelmi bizonyítékok alapján a hangszer kialakulása a 18. századra tehető, az első dokumentált tablá-játékos a delhi Ustad Siddar Khan volt.